# Service star

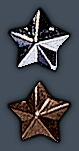
Una Service star d'argento e una di bronzo

La Service star, chiamata anche Battle star, Campaign star o Engagement star è una onorificenza militare statunitense che indica la partecipazione a campagne militari. 
Le Service stars sono solitamente attribuite per le Campaign medal, Service medal, Ribbon award e per alcuni Military badges. Le Service stars sono diverse dalle Award stars, che sono rilasciate per decorazioni al merito multiple e decorazioni di combattimento.
Le Service stars sono di bronzo e d'argento, una Service star d'argento equivale a cinque di bronzo.